# Hendrik Hering

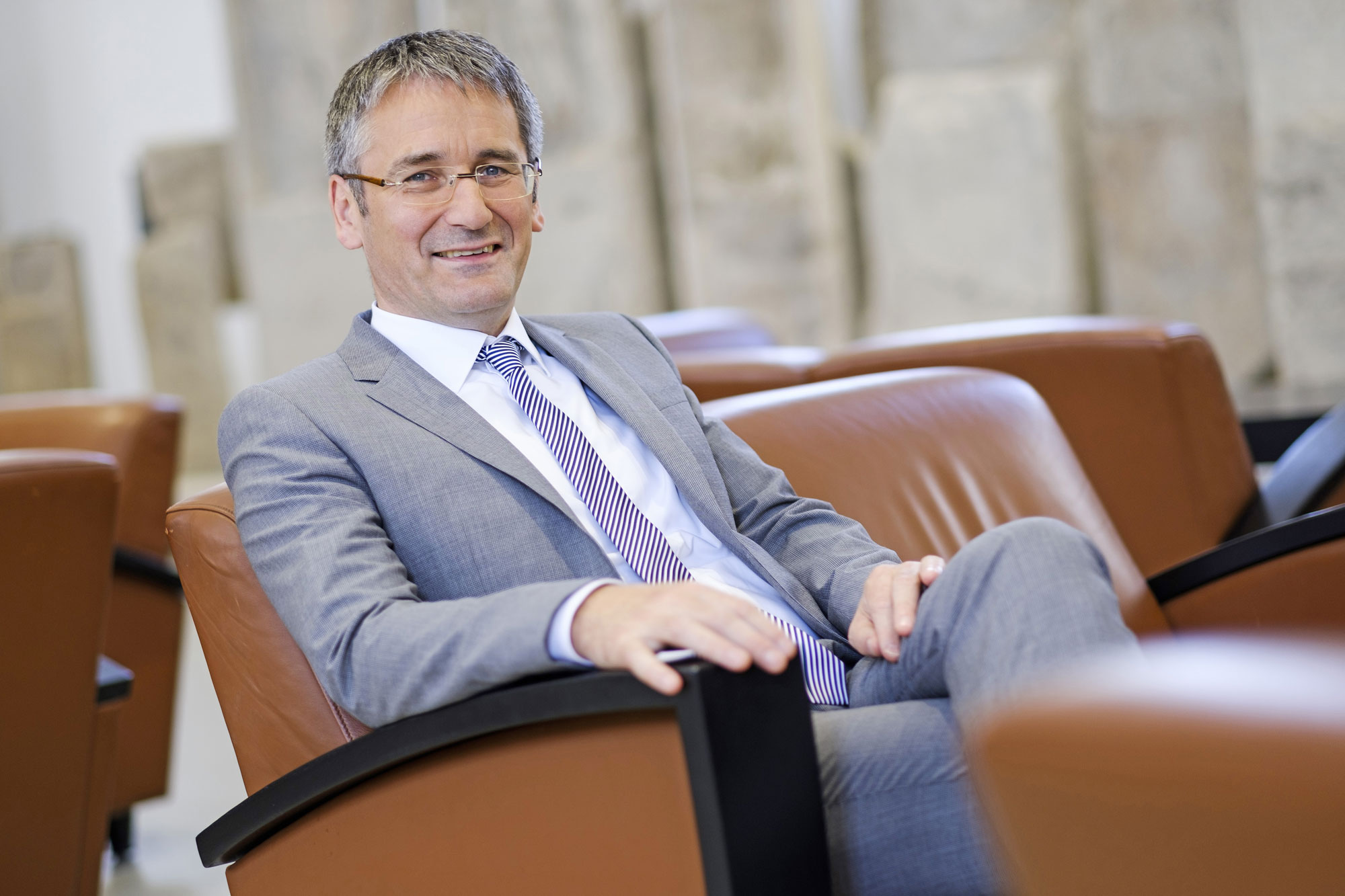
Hendrik Hering, 2016

Hendrik Hering (* 13. April 1964 in Hachenburg) ist ein deutscher Politiker (SPD), Rechtsanwalt und seit Mai 2016 Präsident des rheinland-pfälzischen Landtages. 

## Leben und Beruf
Hendrik Hering wurde in Hachenburg im Westerwald geboren. Nach seinem Abitur 1983 am Privaten Gymnasium der Zisterzienserabtei Marienstatt studierte er Rechtswissenschaften an der Johannes-Gutenberg Universität in Mainz. Zwischen seinem ersten und zweiten Staatsexamen absolvierte er seinen Zivildienst in der Schwerstbehindertenbetreuung in Hachenburg. Hering praktizierte von 1992 bis 2001 als selbständiger Rechtsanwalt in Hachenburg.
Hendrik Hering lebt auch heute noch in Hachenburg. Er ist römisch-katholisch, verheiratet und hat drei Kinder.

## Partei
Hendrik Hering trat 1982 in die SPD ein und sammelte in der Hachenburger Kommunalpolitik erste politische Erfahrungen. Im Kreistag des Westerwald-Kreises ist er seit 1989 Mitglied. Hering wurde 1992 zum Vorsitzenden des SPD-Kreisverbandes Westerwald und 2002 zum Vorsitzenden des SPD-Bezirksverbandes Rheinland gewählt. Diese Ämter übt er noch heute aus. 2004 wurde er zum stellvertretenden Vorsitzenden des SPD-Landesverbandes Rheinland-Pfalz gewählt.

## Abgeordneter
Hendrik Hering saß für die SPD von 1996 bis 2001 und erneut ab 2006 im rheinland-pfälzischen Landtag. Bei der Landtagswahl 2011 erhielt er ein Direktmandat des Wahlkreises 5 Bad Marienberg (Westerwald) / Westerburg. Vom 18. Mai 2011 bis 4. November 2014 war er Fraktionsvorsitzender in Mainz.

## Öffentliche Ämter
In Hachenburg war Hendrik Hering von 1989 bis 2001 Stadtbürgermeister. Während seiner Tätigkeit als Stadtbürgermeister praktizierte er auch als selbständiger Jurist in Hachenburg. Von 2001 bis 2005 amtierte er als Staatssekretär im Ministerium für Umwelt und Forsten und anschließend bis 2006 im Ministerium des Innern und für Sport im Kabinett Beck III. Als Minister verantwortete Hering im Kabinett Beck IV vom 18. Mai 2006 bis 18. Mai 2011 die Ressorts Wirtschaft, Verkehr, Landwirtschaft und Weinbau in Rheinland-Pfalz. Hering wurde am 18. Mai 2016 einstimmig zum Präsidenten des 17. Landtages von Rheinland-Pfalz gewählt.

## Sonstiges Engagement
Hendrik Hering ist Mitglied im Vorstand des Freundeskreises Landschaftsmuseum Westerwald, im Vorstand des Förderkreises DRK Klinikum Westerwald und Mitglied von ver.di, Amnesty International und dem Bund für Umwelt und Naturschutz Deutschland (BUND). Zudem ist er Mitglied im Rundfunkrat des SWR und Vorstandsvorsitzender des Europa-Hauses Marienberg. Im Jahre 2011 war er Gründungsmitglied und Unterstützer des Vereins „Freunde des Nürburgrings“.